# Tuffi ai Giochi della XXIX Olimpiade - Piattaforma 10 metri femminile
Alle Olimpiadi di Pechino del 2008, nella competizione tuffi dalla piattaforma 10 metri, hanno partecipato 29 atlete; le prime 18 dopo il turno eliminatorio si sono qualificate per le semifinali. Hanno disputato la finale le prime 12 tuffatrici con il miglior punteggio.
La medaglia d'oro è stata vinta dalla tuffatrice cinese Chen Ruolin, quella d'argento dalla canadese Émilie Heymans. La medaglia di bronzo è andata all'altra cinese Wang Xin.

## Risultati
| Posizione | Tuffatrice                      | Paese          | Eliminatorie | Eliminatorie | Semifinali | Semifinali | Finale | Finale |
| Posizione | Tuffatrice                      | Paese          | Punti        | Class        | Punti      | Class      | Punti  | Class  |
| --------- | ------------------------------- | -------------- | ------------ | ------------ | ---------- | ---------- | ------ | ------ |
|           | Chen Ruolin                     | Cina           | 428,80       | 1 Q          | 444,60     | 1 Q        | 447,70 | 1      |
|           | Émilie Heymans                  | Canada         | 403,85       | 3 Q          | 374,10     | 4 Q        | 437,05 | 2      |
|           | Wang Xin                        | Cina           | 420,30       | 2 Q          | 388,55     | 3 Q        | 429,90 | 3      |
| 4         | Paola Espinosa                  | Messico        | 343,60       | 7 Q          | 400,75     | 2 Q        | 380,95 | 4      |
| 5         | Tatiana Ortiz                   | Messico        | 345,70       | 6 Q          | 349,50     | 5 Q        | 343,60 | 5      |
| 6         | Melissa Wu                      | Australia      | 340,35       | 8 Q          | 331,35     | 8 Q        | 338,15 | 6      |
| 7         | Marie-Ève Marleau               | Canada         | 296,50       | 17 Q         | 335,25     | 7 Q        | 332,10 | 7      |
| 8         | Tonia Couch                     | Gran Bretagna  | 320,40       | 12 Q         | 297,20     | 12 Q       | 328,70 | 8      |
| 9         | Laura Wilkinson                 | Stati Uniti    | 370,70       | 5 Q          | 346,10     | 6 Q        | 311,80 | 9      |
| 10        | Stacie Powell                   | Gran Bretagna  | 313,90       | 14 Q         | 301,75     | 11 Q       | 303,50 | 10     |
| 11        | Mai Nakagawa                    | Giappone       | 331,40       | 9 Q          | 314,60     | 10 Q       | 296,30 | 11     |
| 12        | Elina Eggers                    | Svezia         | 309,45       | 16 Q         | 315,45     | 9 Q        | 285,85 | 12     |
| 13        | Tania Cagnotto                  | Italia         | 328,30       | 11 Q         | 296,60     | 13 R       | -      | -      |
| 14        | Haley Ishimatsu                 | Stati Uniti    | 329,00       | 10 Q         | 292,95     | 14 R       | -      | -      |
| 15        | Valentina Marocchi              | Italia         | 313,05       | 15 Q         | 283,15     | 15         | -      | -      |
| 16        | Kim Un-hyang                    | Corea del Nord | 316,20       | 13 Q         | 267,00     | 16         | -      | -      |
| 17        | Kim Jin-ok                      | Corea del Nord | 291,90       | 18 Q         | 259,40     | 17         | -      | -      |
| 18        | Alexandra Croak                 | Australia      | 383,75       | 4 Q          | 250,30     | 18         | -      | -      |
| 19        | Christin Steuer                 | Germania       | 290,80       | 19 R         | -          | -          | -      | -      |
| 20        | Julija Prokopčuk                | Ucraina        | 290,40       | 20 R         | -          | -          | -      | -      |
| 21        | Audrey Labeau                   | Francia        | 289,95       | 21           | -          | -          | -      | -      |
| 22        | Anja Richter                    | Austria        | 287,70       | 22           | -          | -          | -      | -      |
| 23        | Juliana Veloso                  | Brasile        | 283,75       | 23           | -          | -          | -      | -      |
| 24        | Ramona Maria Ciobanu            | Romania        | 279,10       | 24           | -          | -          | -      | -      |
| 25        | Claire Febvay                   | Francia        | 255,30       | 25           | -          | -          | -      | -      |
| 26        | Eftychia Pappa Papavasilopoulou | Grecia         | 252,00       | 26           | -          | -          | -      | -      |
| 27        | Pandelela Rinong Pamg           | Malaysia       | 249,20       | 27           | -          | -          | -      | -      |
| 28        | Natal'ja Gončarova              | Russia         | 240,45       | 28           | -          | -          | -      | -      |
| 29        | Annett Gamm                     | Germania       | 234,30       | 29           | -          | -          | -      | -      |